# Black Steel in the Hour of Chaos
Black Steel in the Hour of Chaos è il quinto singolo del gruppo rap Public Enemy, estratto dall'acclamato album It Takes a Nation of Millions to Hold Us Back, e pubblicato nel 1989 dalla Def Jam.

## Descrizione
Il testo del brano racconta la storia di un obiettore di coscienza che provoca una rivolta in carcere. La canzone è costruita su un campionamento di pianoforte tratto dalla traccia Hyperbolicsyllabicsesquedalymistic di Isaac Hayes, inclusa nel suo album Hot Buttered Soul del 1969. Il brano è rappato in prevalenza da Chuck D con interpolazioni da parte di Flavor Flav, che apparentemente parla al telefono con Chuck. Flavor andò in un'altra stanza e chiamò lo studio al telefono per ottenere questo effetto.
Il pezzo presenta un ritmo più lento e melodico rispetto ad altre canzoni di It Takes a Nation of Millions to Hold Us Back. Oltre al summenzionato campione di Hayes, nella canzone sono inoltre presenti campionamenti tratti da Little Green Apples dei The Escorts e da Living for the City di Stevie Wonder. Le frasi nei break – «Now they got me in a cell» e «Death Row/What a brother knows» – sono campionamenti tratti da Bring the Noise, altra traccia dell'album. La frase «anti-nigger machine» contenuta nel testo, divenne il titolo di una canzone inclusa in Fear of a Black Planet, il successivo album dei Public Enemy.

## Video
Il video musicale della canzone venne diretto da Adam Bernstein ed è ambientato in un carcere di massima sicurezza. Secondo il regista, i Public Enemy volevano che Joey Ramone interpretasse il ruolo di un carcerato. Però Ramone rifiutò a causa delle esternazioni antisemite fatte da Professor Griff (che comunque non appare nel video).

## Tracce
US single
1. Black Steel in the Hour of Chaos (Radio Edit) - 3:42
2. Caught, Can We Get A Witness - 5:03

UK single
1. Black Steel in the Hour of Chaos (Radio Edit) - 3:42
2. B Side Wins Again - 3:50

## Classifiche
| Classifica (1988)                               | Posizione |
| ----------------------------------------------- | --------- |
| U.S. Billboard Hot R&B/Hip-Hop Singles & Tracks | 86        |
| U.S. Billboard Hot Rap Singles                  | 11        |

## Cover
- I Sepultura e il rapper Sabotage[3] reinterpretarono la canzone.
- Chuck D ha eseguito la canzone con Asian Dub Foundation e Rage Against the Machine. Nel 1998 una versione dal vivo del 1996, con la partecipazione di Chuck D, apparve nell'album Live & Rare dei Rage Against The Machine.
- Tricky pubblicò una reinterpretazione del brano con il titolo Black Steel, con Martina Topley-Bird alla voce, accompagnata dalla band techno rock FTV[4] – nel suo album di debutto Maxinquaye (1995). In questa versione Topley-Bird canta il testo invece di rapparlo.[5]

## Influenza e lascito
Il titolo e la locandina del documentario del 2016 In the Hour of Chaos diretto da Bayer Mack, che racconta la storia dell'ascesa di Martin Luther King ("Daddy King") da un'infanzia povera nei violenti boschi della Georgia fino a diventare il patriarca di una delle famiglie più famose e afflitte da tragedia nella storia, si ispirano alla canzone dei Public Enemy. Il trailer originale del documentario include un estratto di Hyperbolicsyllabicsesquedalymistic di Isaac Hayes.
«Non mi sembra che ci sia mai stata prima una canzone politica in questo modo che sia stata così cazzuta», osservò la musicista Joan as Police Woman. «È così cruda, arrabbiata [ed] estremamente intelligente ... La musica è davvero tagliente e funky, ma non nel modo in cui la sentiresti ora. Non è raffinata, tutti i campioni sono stridenti e la batteria è davvero dura. È molto punk rock! Non c'è nessun'altra canzone rap di cui ho imparato ogni parola, e la gente rimarrà sbalordita che sia mai stata realizzata».